# Kutry pancerne typu Fogas
Kutry pancerne typu Fogas – seria dwóch rzecznych kutrów pancernych Marynarki Wojennej Austro-Węgier z okresu I wojny światowej, używanych na Dunaju. Po wojnie używane w marynarkach rzecznych Austrii i Królestwa Węgier, uczestniczyły w II wojnie światowej.

## Historia
Po wybuchu I wojny światowej, w 1914 roku marynarka Austro-Węgier (Kaiserliche und Königliche Kriegsmarine) zamówiła po kilkuletniej przerwie dwa nowe rzeczne okręty patrolowe (Flußpatrouillenboot) do służby we Flotylli Dunaju. Budowę powierzono stoczni I.k.u.k.priv D.D.S.G. w Budapeszcie (według innych źródeł, stoczni Ganz, Danubius & Co tamże). Na etapie budowy jednostki były oznaczone tylko jako patrolowce (Patr. Boot) z małymi literami: „i” i „k”. Stępkę pod budowę pierwszego „k” położono 15 sierpnia 1914 roku, a drugiego „i” w 1915 roku, lecz pierwszy wszedł do służby w grudniu 1915 roku kuter „i”, przemianowany następnie na „Fogas”. Równolegle w 1915 roku podjęto budowę znacznie większych kutrów kolejnego typu Wels, wchodzących równolegle do służby.

## Okręty
| Ozn. | Nazwa | Położenie stępki | Wodowanie    | Wejście do służby | Los                                            |
| ---- | ----- | ---------------- | ------------ | ----------------- | ---------------------------------------------- |
| i    | Fogas | 1915             | 1915         | 6. 12. 1915       | 1927 → Gödöllő (Węgry)                         |
| k    | Csuka | 15. 08. 1914     | 26. 08. 1915 | 1. 03. 1916       | 1921 → Siofok (Węgry), 1929 → Birago (Austria) |

## Opis
Wyporność konstrukcyjna okrętów wynosiła 60 ton. Długość całkowita wynosiła 36 m, szerokość 4,6 m, a zanurzenie 1,05 m.
Załoga początkowo liczyła 27 ludzi, w tym dwóch oficerów.
Pierwotne uzbrojenie okrętów stanowiła jedna armata kalibru 66 mm (nominalnie 7 cm), o długości lufy 26 kalibrów (L/26). Uzupełniały ją jeden lub dwa karabiny maszynowe kalibru 8 mm (przypuszczalnie Schwarzlose).
Okręty miały lekkie opancerzenie grubości 5,5 mm. Według innych źródeł, burty miały grubość 5 mm, a pokład 4 mm.
Okręty były napędzane przez dwie 3-cylindrowe maszyny parowe potrójnego rozprężania o mocy po 400 KM (łącznie 800 KM), poruszające dwie śruby. Parę dostarczały dwa kotły typu Yarrow. Prędkość wynosiła 12 węzłów, a na próbach uzyskały prędkość maksymalną 13,4–13,5 węzła.

## Służba
Jako pierwszy wszedł do służby w Kaiserliche und Königliche Kriegsmarine kuter „i” 6 grudnia 1915 roku, po czym w następnym roku otrzymał nazwę SMS „Fogas”, a drugi z kutrów 1 marca 1916 roku już wszedł do służby jako „Csuka”. Brały udział w walkach I wojny światowej na Dunaju, między innymi pod rumuńskim portem Giurgiu w drugiej połowie 1916 roku. Operowały też na wodach przybrzeżnych Morza Czarnego.
Po zakończeniu działań wojennych, od marca 1919 roku oba kutry były używane przez siły komunistycznej Węgierskiej Republiki Rad, lecz 24 czerwca zostały przejęte przez antykomunistyczne siły adm. Horthy′ego. W listopadzie 1919 roku zostały przejęte przez Brytyjczyków w Dunaújváros, po czym przeznaczone do rozdziału wraz z innymi okrętami Austro-Węgier.
Po podziale dawnej floty Austro-Węgier 15 kwietnia 1920 roku oba okręty zostały przyznane Austrii, lecz następnie 5 października „Csuka” został wymieniony z Królestwem Węgier za „Compo”. W 1921 roku „Csuka” został wcielony do służby węgierskiej jako „Siofok”. Austriacki „Fogas” również 6 października 1927 roku został sprzedany Węgrom, gdzie wszedł do służby pod nazwą „Gödöllő”. Z kolei 24 lipca 1929 roku „Siofok” został odsprzedany Austrii, gdzie wszedł do służby pod nazwą „Birago”.
W 1938 po anschlussie Austrii „Birago” został przejęty przez III Rzeszę niemiecką, lecz już 7 października 1939 roku został oddany na złom. Z kolei „Gödöllő” został około 1935 roku rozbrojony, lecz przywrócono go do służby w 1941 roku podczas II wojny światowej. Latem 1944 roku został zatopiony przez radzieckie lotnictwo w Újpeszcie (dzielnica Budapesztu).